# Mahmud
Mahmud (arabisch محمود, DMG Maḥmūd) ist ein arabischer männlicher Vorname, der von derselben Wurzel abgeleitet ist wie der Name Mohammed, mit der Bedeutung „der Gepriesene“, „der Lobenswerte“. Eine u. a. türkische Form des Namens ist Mahmut, eine weitere Schreibweise ist Mahmoud.

## Bekannte Namensträger

### Herrscher
- Mahmud I. (1696–1754), osmanischer Sultan
- Mahmud II. (1785–1839), osmanischer Sultan
- Mahmud I., Sultan der Seldschuken (1092–1094)
- Mahmud II. (1104/5–1131), Sultan der Seldschuken (ab 1118)
- Mahmud von Ghazni (971–1030), Ghaznawiden-Herrscher
- Mahmud Iskandar Ismail (1932–2010), Sultan von Johor und König von Malaysia

### Großwesir
- Mahmud Pascha († 1474), Großwesir des Osmanischen Reiches

### Als Vorname
- Mahmud Abbas (* 1935), palästinensischer Politiker
- Mahmud Ahmadinedschad (* 1956), iranischer Politiker
- Mahmud Bayazidi (1797–1859), kurdischer Schriftsteller
- Mahmud Darwisch (1941–2008), palästinensischer Dichter
- Mahmud Dramalı Pascha (1770–1822), osmanischer Staatsmann und Feldherr
- Mahmud Schah Durrani († 1829), afghanischer Politiker
- Mahmud Fauzi (1900–1981), ägyptischer Politiker
- Mahmud al-Kāschgharī (11. Jh.), türkischer Gelehrter und Lexikograph
- Mahmud Sulaiman al-Maghribi (1935–2009), libyscher Politiker
- Mahmud al-Muntasir (1903–1970), libyscher Politiker
- Mahmud Nedim Pascha (1818–1883), osmanischer Politiker
- Mahmud Osman (* 1938), kurdischer Politiker
- Mahmūd Schaltūt (1893–1963), islamischer Rechtsgelehrter
- Mahmud Şevket Pascha (1856–1913), osmanischer Militär
- Mahmud Muhammad Taha (1909–1985), sudanesischer Gelehrter, Politiker und Sufi
- Mahmud Tarzi (1865–1933), afghanischer Journalist
- Mahmud al-Turki (* 1967), syrischer Fußballschiedsrichter
- Schah Mahmud Qureshi (1956-), pakistanischer Politiker
- Sirri Mahmud Siam, ägyptischer Richter

### Als Familienname
- ʿAbd al-Halīm Mahmūd (1910–1978), ägyptischer Sufi-Gelehrter des Schadhiliyya-Ordens
- Abdel Meguid Mahmud (* 1946), ägyptischer Generalstaatsanwalt
- Ali Habib Mahmud (1939–2020), syrischer Verteidigungsminister
- Almabruk Mahmud Mahmud, libyscher Gewichtheber
- Hasan Mahmud (* 1999), bangladeschischer Cricketspieler
- Mohd Emon Mahmud (* 1991), bangladeschischer Fußballspieler
- Mohd Faisal Mahmud (* 1983), bangladeschischer Fußballspieler
- Mustafā Mahmūd (1921–2009), ägyptischer Denker und Philosoph
- Nadschlā Mahmud (* 1962), Witwe und Cousine des fünften Präsidenten Ägyptens, Mohammed Mursi, First Lady Ägyptens (2012–2013)
- Papel Mahmud (* 1982), bangladeschischer Fußballspieler
- Sabeen Mahmud (1975–2015), pakistanische Menschenrechtlerin
- Salah Abud Mahmud (1942–2024), General der irakischen Armee
- Sardar Zalmai Mahmud (* 1923), afghanischer Botschafter
- Sıddık Bin Mahmud, seldschukischer Architekt
- Yunis Mahmud (* 1983), irakischer Fußballspieler

## Weiteres
- Mahmud Schah, Name mehrerer Herrscher
- Mahmud-Moschee, Name mehrerer Moscheen